# Englerina parviflora
Englerina parviflora är en tvåhjärtbladig växtart som först beskrevs av Adolf Engler, och fick sitt nu gällande namn av Simone Balle. Englerina parviflora ingår i släktet Englerina och familjen Loranthaceae. Inga underarter finns listade i Catalogue of Life.